# Mesa de Cacahuatenco
Mesa de Cacahuatenco es un sitio arqueológico precolombino mesoamericano, ubicado en el municipio de Ixhuatlán de Madero en el norte de Veracruz, México, al sur del río Vinasca.
Es un sitio importante, ubicado a unos 44 kilómetros (27,32 mi.) al oeste del Castillo de Teayo, otro sitio arqueológico contemporáneo en Veracruz.
El sitio arqueológico El Tajín está ubicado a unos 80 kilómetros (49 millas) al sureste. Es una de las ciudades más grandes y mejor conocidas de la era clásica mesoamericana, floreció del 600 al 1200 d. C.

## Antecedentes
La historia de los pueblos originarios del estado de Veracruz es compleja. En el período precolombino, el actual estado de Veracruz estaba habitado principalmente por cuatro culturas indígenas. Los huastecos y otomíes ocuparon el norte, mientras que los totonacas residían en el centro-norte. Los olmecas, una de las culturas más antiguas de América, dominaron la parte sur de Veracruz. Restos de estas civilizaciones pasadas se pueden encontrar en sitios arqueológicos como Pánuco, Castillo de Teayo, El Zapotal, Las Higueras, Quiahuiztlán, El Tajín, Cempoala, Tres Zapotes y San Lorenzo Tenochtitlán. Los estudios de cronología de sitios arqueológicos en el norte de Veracruz muestran que el área ha estado ocupada al menos desde el 5600 aC y muestran cómo los cazadores y recolectores nómadas eventualmente se convirtieron en agricultores sedentarios, construyendo sociedades más complejas, incluso antes del surgimiento de la ciudad de El Tajín.
El ritmo de esta progresión social se hizo más rápido con el surgimiento de la civilización olmeca vecina alrededor de 1150 a. C., aunque los olmecas nunca estuvieron aquí en gran número.
No está claro quién construyó estas ciudades. Algunos argumentan a favor de los totonacas y los xapanecas; sin embargo, existe una cantidad significativa de evidencia de que el área fue poblada por los huastecos en el momento en que se fundaron algunos de estos asentamientos, en el siglo I d. C.
En el caso de El Tajín, la construcción comenzó poco después y para el año 600 EC ya era una ciudad. Su rápido ascenso se debió a su posición estratégica a lo largo de las antiguas rutas comerciales mesoamericanas. Controlaba el flujo de productos básicos, tanto exportaciones como la vainilla como importaciones desde otros lugares en lo que ahora es México y América Central. De los primeros siglos abundan los objetos teotihuacanos.

## Sitio
Mesa de Cacahuatenco fue probablemente un centro ceremonial muy importante. Ocupa una extensión de más de 75 hectáreas con más de 60 estructuras cubiertas identificadas, el sitio es probablemente el doble de grande que El Tajín.
Una característica notable de este sitio está representada por un sistema hidráulico que aparentemente interconectaba las estructuras de la ciudad. Los estudios actuales ubican cronológicamente este sitio alrededor de 900 a 1500 d. C.
Aunque se conoce poca información sobre sus fundadores, la información actual identifica a este sitio recientemente descubierto como uno de los más importantes de la región Huasteca.
Hacia 2011 las excavaciones apenas habían comenzado, pero las características arquitectónicas del complejo del sitio son notables.

## Estructuras
De los más de 60 edificios, la estructura más grande es una plataforma que mide 50 metros de largo por 28 de ancho; las estructuras comprenden un sistema de canales, estructuras residenciales, 18 edificios dentro de la plaza central.
El sitio también incluye una cancha de juego de pelota, aunque no hay detalles de sus características.

### Sistema hidráulico y vial
El sitio cuenta con un sistema hidráulico, a diferencia de cualquier otro sitio arqueológico encontrado hasta el momento, está formado por canales comunicantes y un complejo vial, de estilo maya.